# Pecqueuse
Pecqueuse là một xã ở tỉnh Essonne thuộc vùng Île-de-France miền bắc nước Pháp.
Theo điều tra dân số năm 1999, dân số xã này là 587 người. Ước tính dân số năm 2005 là 583.
Danh xưng cư dân địa phương Pecqueuse trong tiếng Pháp là Pescusiens.